# Ileje (huyện)
Ileje là một huyện thuộc vùng Mbeya, Tanzania. Thủ phủ của huyện Ileje đóng tại Itumba. Huyện Ileje có diện tích 1935 ki lô mét vuông. Đến thời điểm điều tra dân số ngày 25 tháng 8 năm 2002, huyện Ileje có dân số 109847 người.